# 퍼넬러피 라이블리

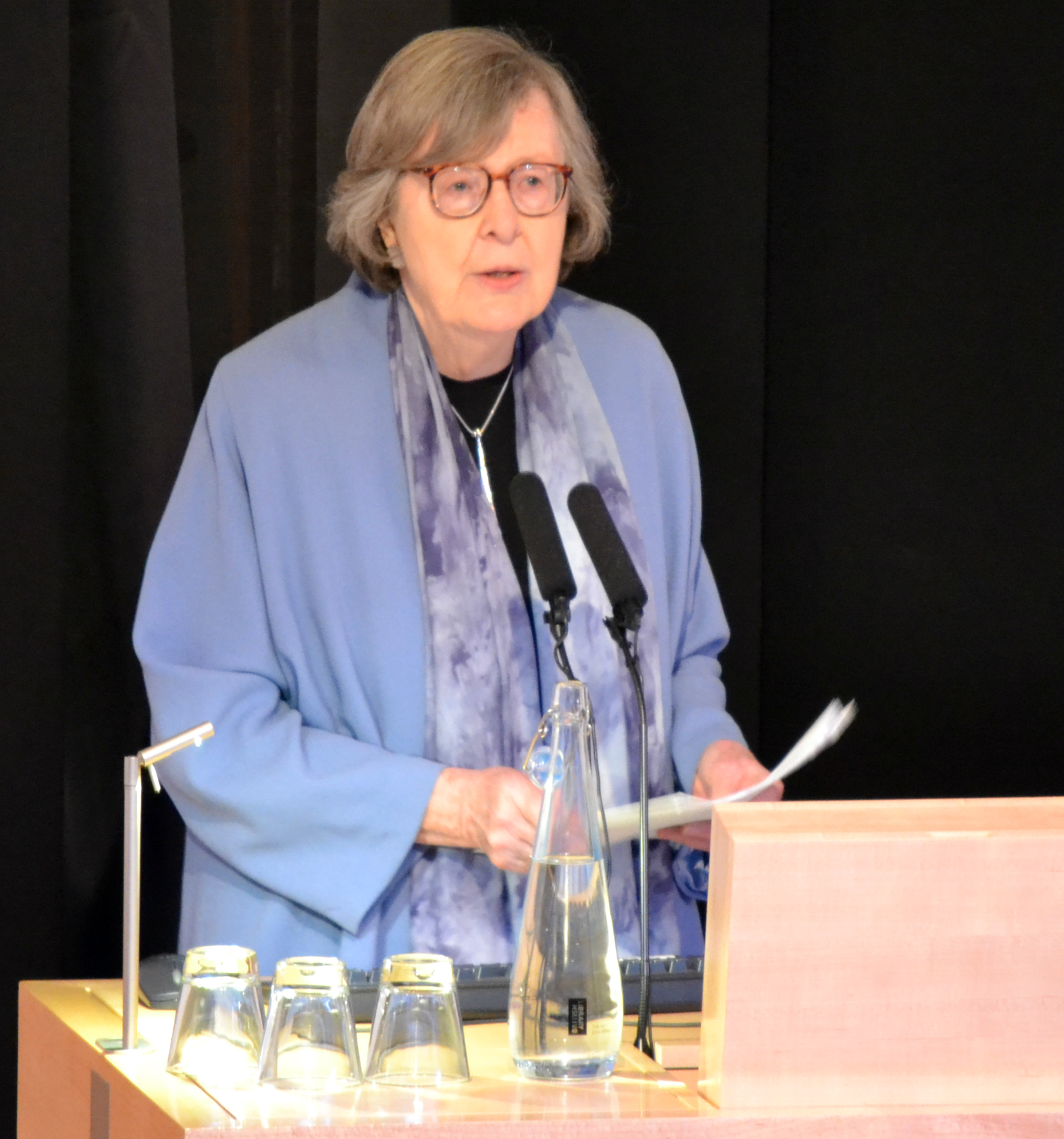

퍼넬러피 라이블리(Penelope Margaret Lively, 1933년 3월 17일 ~ )는 영국의 소설 작가이다. 라이블리는 영국 아동도서 로 부커상 ( Moon Tiger, 1987)과 카네기 메달 ( Thomas Kempe의 유령, 1973)을 모두 수상했다.
라이블리는 아동문학으로 첫 성공을 거두었다. 그녀의 첫 번째 책인 Astercote는 1970년 출판되었다. 코츠월즈 마을과 페스트에 의해 소멸된 중세 마을의 인근 삼림 지대를 배경으로 하는 로 판타지 소설이다.
Lively의 첫 성인 소설인 The Road to Lichfield는 1977년에 출판되어 부커상 후보에 올랐다. 그녀는 1984년에 이 위업을 반복했고 병원 침대에 누워 죽어가는 한 여성의 격렬한 삶에 대한 이야기를 다룬 Moon Tiger 로 1987년 상을 수상했다. 라이블리의 모든 소설과 마찬가지로 Moon Tiger는 기억의 힘, 과거가 현재에 미치는 영향, "공식적" 역사와 개인 역사 사이의 긴장에 세심한 주의를 기울였다.